# Iwa-K
Iwa Kusuma (nacido en Bandung, Java Occidental, el 25 de octubre de 1970), conocido por su nombre artístico Iwa-K es un cantante de género rap y también un pionero del rap en Indonesia.
En su natal Indonesia, Iwa ha unido con la música rap a personas desde los 80 años, cuando los jóvenes realizaban un golpe a la música rock, Iwa había comenzado a luchar con la música rap, un género de música de más hincapié en la técnica de hablar, en comparación con un instrumento musical. El amor por la música y del placer en los Estados Unidos comienza a jparticipar en el breakdance. IWA fue cautivado por la bertuturnya estilo tan "Groovy", dinámica y honesto como un medio para su creatividad.

## Discografía

### Bersama Melly Manuhutu
- Beatify (1991)

### Bersama Guest Band
- Ta'kan (1991)

### Sebagai artis solo
- Kuingin Kembali (1993)
- Topeng (1994)
- Kramotak! (1996)
- Mesin Imajinasi (1998)
- Vini Vidi Vunky (2002)

### Bersama Ying Yang / Selfi Nafilah
- Yang Tak Terpisahkan (2009)

### Kolaborasi
- P-Squad (2001) - Dalam singel "Goyang" bersama grup rap Blackumuh dan Sweetmartabak.
- Datang Lagi (2003) - Dalam singel "Priit" bersama artis Ricky Jo.
- It's Time (2008) - Dalam singel "Dancing Kids" bersama artis Tohpati.

## Filmografá
- Bung Jenderal (sinetron)
- Kuldesak (1998)

## Premios
- Panasonic Award sebagai Pembawa Acara Olah Raga Pria Terbaik (1998-2000)[1]
- Album R&B Terbaik - BASF Award (1994)
- Penghargaan Platinum - Singel Bebas (1995)
- Festival budaya Asia dan festival musik Asia di Fukuoka dan Tokio, Jepang (1995)
- Video Klip Favorit - AMI Award (1996)